# 호드메죄바샤르헤이
호드메죄바샤르헤이(헝가리어: Hódmezővásárhely, 크로아티아어: Vašarhelj, 루마니아어: Ioneşti)는 헝가리 남동부 촌그라드처나드주에 위치한 도시로, 면적은 483.22km2, 인구는 47,019명(2011년 기준), 인구 밀도는 97.87명/km2이다. 세게드(촌그라드처나드주의 주도)에서 25km 정도 떨어진 곳에 위치하고 있고 티서강과 접한다.

## 인구
| 연도 | 인구   | ±%     |
| ---- | ------ | ------ |
| 1850 | 33,325 | —      |
| 1870 | 41,018 | +23.1% |
| 1890 | 47,891 | +16.8% |
| 1900 | 50,673 | +5.8%  |
| 1910 | 51,920 | +2.5%  |
| 1920 | 50,949 | −1.9%  |
| 1930 | 50,583 | −0.7%  |
| 1941 | 51,159 | +1.1%  |
| 1949 | 48,982 | −4.3%  |
| 1960 | 53,492 | +9.2%  |
| 1970 | 53,715 | +0.4%  |
| 1980 | 54,486 | +1.4%  |
| 1990 | 51,180 | −6.1%  |
| 2001 | 49,382 | −3.5%  |
| 2011 | 46,047 | −6.8%  |

## 자매 도시
- 헝가리 버여
- 불가리아 비딘
- 루마니아 아라드
- 루마니아 바이아마레
- 네덜란드 하를럼메르머르
- 독일 헤힝겐
- 리투아니아 켈메
- 세르비아 센타
- 세르비아 소코바냐
- 우크라이나 솔로트비노
- 이스라엘 타마르
- 프랑스 발로리
- 폴란드 즈기에시